# Bartholomäus Blume
Bartholomäus Blume († 8. August 1460 in Marienburg) war Bürgermeister ebendort.

## Leben
Blume war im Jahr 1457 Bürgermeister in Marienburg und erklärter Gegner der polnischen Oberherrschaft über die Stadt, welche im Dreizehnjährigen Krieg nach dem kampflosen Abzug des Ordens entstanden war. Am 27. September 1457 initiierte er die Überwältigung der polnischen Besatzung in der Stadt, nicht aber die des Schlosses. Nach drei Jahren Belagerung ergab sich die Stadt am 6. August 1460 an Danzig. Blume wurde am 8. August als Verräter verurteilt, enthauptet und gevierteilt. Im Jahre 1864, anlässlich der 400-jährigen Erinnerungsfeier des Übergangs an Polen, errichtete ihm die Bürgerschaft in Marienburg ein Denkmal.